# تاي يانغ
تي يانغ (هانغل: 동영배) (من مواليد 18 مايو 1988 ) غيونغي دو، كوريا الجنوبية. هو مغني كوري جنوبي بدأ مسيرته الفنية عام 2001. هو عضو في فرقة بيغ بانغ. وهو أيضا راقص وكاتب غنائي وملحن.

## السيرة الذاتية
بدأ مسيرته الفنية منذ عام 2001 مع المغني جي دراقون، هو راقص ومغني كوري جنوبي بدأ عمله في مجال الغناء بشكل رسمي مع فرقة بيغ بانق وهو الصوت الرئيسي للفرقة والراقص الرئيسي أيضًا.

## أعمال

### ألبومات
- Solar (2010)
- RISE (2014)
- White Night (2017)

### ألبومات مصغرة
- Hot (2008)

### ألبومات يابانية
- RISE (2014)

### أغاني
- "Ma Girl" (2006)
- "Only Look At Me" (2008)
- "Where U At" (2009)
- "Wedding Dress" (2009)
- "I'll Be There" (2010)
- "Ringa Linga  [لغات أخرى]‏" (2013)
- "Eyes, Nose, Lips" (2014)
- "Darling" (2017)
- "Wake me up" (2017)

أغاني تعاون
- Good Boy  [لغات أخرى]‏ مع جي دراقون (GDYB) (2014)

### ألبومات مُجمعة
- Rise + Best Collection [Limited Edition] (2014)

### ألبومات مباشرة
- Hot Live Concert Tour DVD (2008)
- Solar Live Concert Tour DVD (2010)
- GDYB (G-Dragon and Taeyang) Paris Photobook (2014)
- Rise Japan Tour 2014 DVD (2015)

## وصلات خارجية
- تاي يانغ على موقع IMDb (الإنجليزية)
- تاي يانغ على موقع ميوزك برينز (الإنجليزية)
- تاي يانغ على موقع أول ميوزيك (الإنجليزية)
- تاي يانغ على موقع ديسكوغز (الإنجليزية)
- تاي يانغ على موقع ديسكوغز (الإنجليزية)
- تاي يانغ على موقع قاعدة بيانات الفيلم (الإنجليزية)

- www.ygbigbang.com/taeyang

قالب:تي يانغ
قالب:بيج بانج
قالب:واي جاي إنترتينمنت